# Beekita

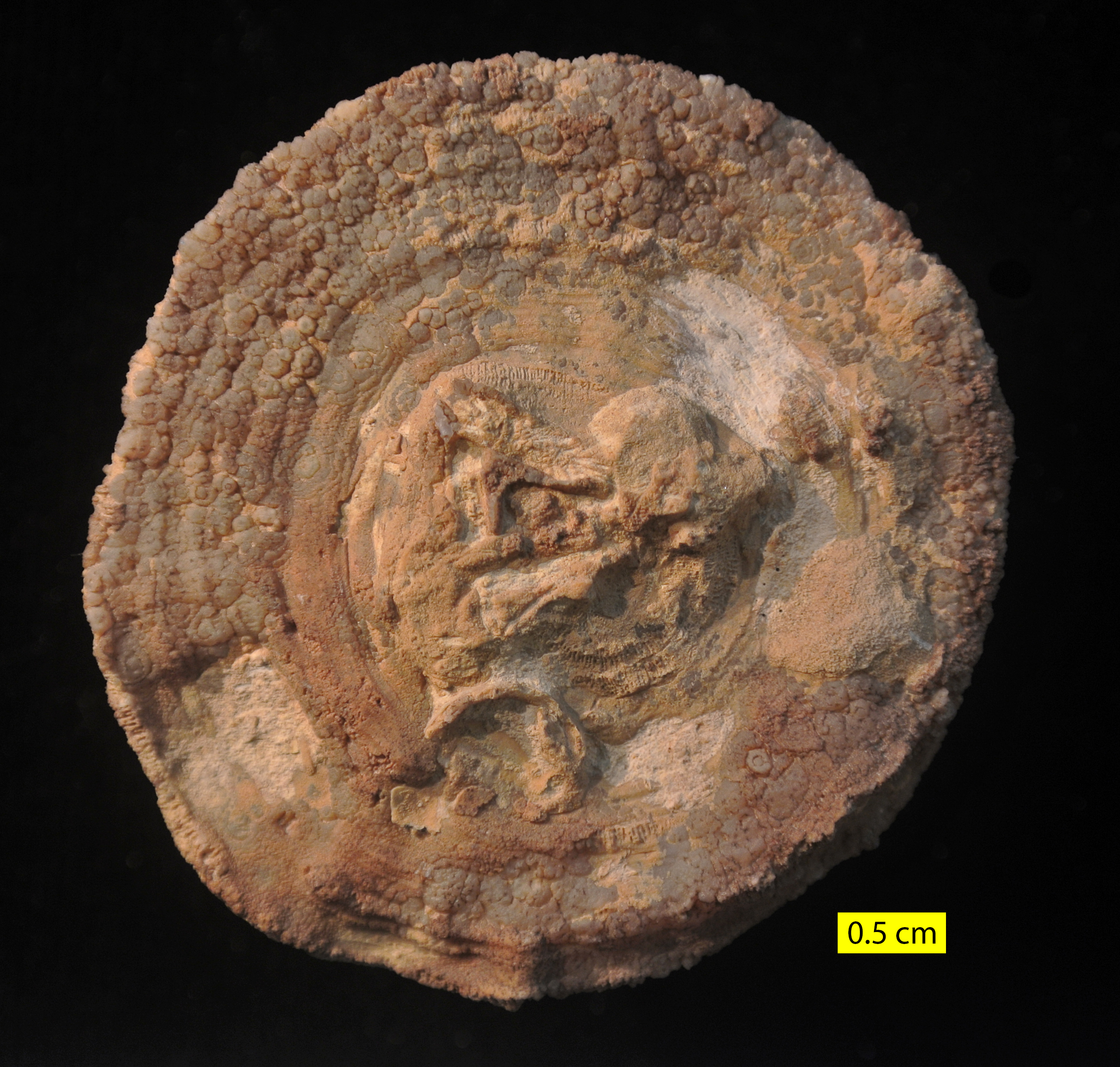
Base do coral escleractíneo Microsolena mostrando anéis de beekita; Jurássico Médio do sul de Israel.

Beekita é uma forma distinta de calcedônia geralmente associada à sílica que substitui minerais de carbonato em fósseis (por exemplo, a parte superior do coral ilustrado).
A beekita, reconhecida como pequenos anéis concêntricos (cilindros, elipsoides ou esferas em 3D) de quartzo microcristalino, foi registrada como tendo sido trazida à atenção dos geólogos pela primeira vez por Henry Beeke, provavelmente a partir de estudos em torno de Torbay.  Os primeiros estudos foram relatados por Thomas McKenny Hughes, em Devon,  e R. Etheridge na Austrália.
Um estudo da tafonomia de fósseis silicificados (especialmente braquiópodes ) em Devon concluiu que a beekite resultou da decomposição aeróbica de matéria orgânica em um ambiente com um suprimento limitado de sílica durante a diagênese inicial.  Em outros lugares, a beekita foi comparada ao silcreto, indicando uma quebra na sedimentação, onde ocorre como incrustações em clastos de rocha carbonática nos depósitos de leques aluviais do Paleoceno da Anatólia central.